# 跳躍吧！時空少女
《穿越时空的少女》（日語：時をかける少女），是由細田守導演、奧寺佐渡子編劇的日本動畫電影。本作為細田守繼《ONE PIECE 祭典男爵與神祕島》後第2度執導長篇電影，同時是細田守離開東映動畫投入MADHOUSE後的首篇個人動畫作品。故事改編自日本小說家筒井康隆在1967年出版的小說，講述居住於東京下町的女高中生紺野真琴在17歲的夏天，意外發現自己擁有時空跳躍的能力，從中延伸連串的效應與際遇。2011年地圖工作室成立後，作品版權現歸於地圖工作室。
細田守經歷製作《霍爾的移動城堡》被吉卜力工作室撤換導演的事件、回歸东映动画執導電視動畫《小魔女DoReMi》第四部第40話後，獲得時任MADHOUSE製作公司董事丸山正雄的注意，採用後者的提議改編筒井康隆小說《穿越時空的少女》。製作電影時選擇著重青春的主題，分別邀請日本女歌手奧華子與作曲家吉田潔創作電影主題曲與電影配樂。
本作於2006年7月15日於日本上映後，接連於其他海外國家和地區播映，在日本和海外國家收獲廣泛佳評，特別是幽默自由的喜劇風格、攸關遺憾的主題、情感深度備受青睞。獲頒錫切斯加泰隆尼亞國際電影展動畫部門（Gertie Award）最優秀長篇作品、安錫國際動畫影展長片特等獎、日本電影金像獎最優秀動畫作品賞等獎項。電影獲得的成就亦為細田守後續創作電影奠定基礎，迄今為細田守在日本電視台電影節目《週五電影院！》重播頻率最高的作品之一。

## 劇情概要
故事開頭為7月13日（日文發音na i su，諧音nice）的一天早晨，晚起的真琴急急忙忙出門，明明該是美好的一天，早上卻差點遲到，一到學校就有臨時小考，家政料理課的天婦羅弄的一蹋糊塗，面臨每個學生都會遇到的不知道要選理科還是文科，甚至忘了做值日生，當她送作業簿到理科教室的時候，聽到陣陣怪聲，明明是密室空間的教室裡，卻出現一道人影，嚇得真琴跌倒撞到某樣胡桃般的東西，瞬間，像是窺探了一個星球的記憶般的夢境。最後整個人跌躺在地上，人影不知去向。
放學後她跟朋友間宮千昭以及津田功介打棒球，聊著暑假即將到來，想起早上媽媽託付要送給「魔女阿姨」的桃子之後，騎著腳踏車離開球場，一如往常的要經過平交道的下坡上，看到前方柵欄放下的警示，煞車卻始終沒反應，即將要面臨生死的瞬間，回過神來卻發現回到幾分鐘前。真琴與魔女阿姨見面之後，得知這是一種叫做「跳躍時空（Time Leap（タイムリープ））」的能力。至此開始，真琴的生活180度大轉變。她慢慢地了解了能力使用方法，用它來吃到被妹妹偷吃的布丁、獲得好成績、拿很多零用錢、唱很多次卡拉OK，但同時發現這項能力也會為其他的對象帶來負面影響，於是便輕率地利用這項能力避免不良情況的發生，其中包括了千昭在某個機緣下跟她告白的事件。
真琴發現她的手臂浮現與能力剩餘使用次數相同的數字紋身，試圖為每個人做出有利於他們的事件，但在千昭致電詢問她是否使用跳躍時空的能力時，動用最後一次時間跳躍能力阻止千昭的來電。與此同時，功介和交往的學妹果穗借用真琴故障的自行車代步，她試圖阻止兩者，但礙於方才已用盡使用能力的次數而無法阻止他們遭火車撞擊的事故。然而，千昭在片刻過後令時間暫停兼趁機向真琴說明來龍去脈：千昭其實是來自未來的人，真琴拾獲的胡桃狀物體則是他的時間旅行裝置，他為了在這個時代看見美術館裡展示在未來不復存在的畫作，使用時間旅行裝置從未來穿越到這個時代，但因為對這裡有感情才會在這個時代久留，更使用了最後的跳躍時空能力阻止火車事故，至於暫停時間則是為了讓真琴理解他無法回到自己的時空，還有解釋自身來歷和時間旅行裝置的性質。作為讓真琴跳越時空的代價，他必須離開。以此事為契機，真琴終於查覺自己對千昭的感情。
時間恢復流動後，真琴最初因為千昭的消失感到心煩意亂，但在發現千昭使用時間跳躍能力、幫她恢復最後一次能力使用次數後，她選擇跳躍回最初發現時間旅行裝置的時間點，而那時候的千昭還保有最後的能力使用次數。真琴將時間旅行裝置歸還給千昭的瞬間，裝置頓時化為碎片，同時真琴對千昭解釋她持有此物後經歷和理解的一切，發誓會保護千昭掛念的畫作，讓他能在未來看見這幅畫。千昭離開真琴所在的時空前，向真琴留下「我會在未來等妳」的話語，真琴則在事後和功介打棒球期間向他聲稱千昭自行轉校，同時表明她為自己的未來做出了決定，故事最後以真琴仰望天空的積雨雲、接住學妹擲回的棒球並拋向功介作結。

## 角色
紺野真琴
本作女主角。東京的高二女學生，有一天忽然獲得了時間跳躍的能力「Time Leap（タイムリープ）」。個性活潑開朗，有時候會做出超乎一般人認知的舉動，學校成績中下，早上常常睡過頭遲到，對戀愛情感遲鈍。有兩個男生好友千昭與功介，放學後三人常一起玩棒球。發現時空跳躍的能力後，會使用時間跳躍來吃到妹妹偷吃的布丁、或是回到早上以避免遲到，甚至回到考試之前來獲得好成績。要發動時間跳躍的能力，真琴必須助跑一段路並且跳躍；電影內故意描寫她跳躍摔倒時旁人的驚訝表情，是十分有趣的地方。後來由於知曉千昭的秘密，使她利用最後一次時空跳躍能力找回對方，並交還時空跳躍能力，在千昭向她道別之際，約定與他在未來相見。
劇情尾聲被功介問及千昭的去向，誆稱千昭自行轉校，同時表明自己也決定了未來的方向。
間宮千昭
男主角之一。另譯間宮隆平。真琴的同班同學，和其他角色不同，有著淡色頭髮。數學成績極為優良，但卻連簡單的漢字讀寫都不會。與真琴、功介三人在放學後常一起打棒球。三人間微妙的平衡，卻因為功介被學妹告白的關係，讓千昭鼓起對真琴告白的勇氣。他實際上是來自未來，來到真琴的時代是因為想看美術館的那幅畫（因為在他的時代已經在戰火中毀去），但因為對這裡留有感情，故決定留在這時代，因此成為劇情起變化的轉捩點。
故事後期，他被迫耗盡最後一次時空跳躍能力，在帶領真琴穿越展示該幅畫作的畫廊之後，受限於未來人讓穿越時代的對象知曉穿越事實的禁忌而失去蹤影。最終因真琴將時間回歸至當初發現時間跳躍媒介的時候，並讓千昭充回時空跳躍能力的次數，他向真琴留下「我會在未來等妳」的話語，便不再出現於真琴所屬的時空。
津田功介
男主角之一。真琴的同班同學、一起玩的朋友。有著精悍容貌的秀才型人物。家裏是醫院，因此也以醫生為未來的目標。被學妹告白的事情，是三人間平衡被打破的開始。故事尾聲時對於千昭在未告知眾人去向的情況離校感到不解。
芳山和子
真琴的阿姨，名字與原作小說《穿越時空的少女》女主角是同一人。在美術館（東京國立博物館）負責修復繪畫的工作，已經30多歲了還是單身；因為身上彷彿有股不食人間煙火的氛圍，真琴稱她為「魔女阿姨」。因為自己年輕的時候跟真琴很像，常常對她提出一些有助於她的建言。
由琴音らんまる所繪製的漫畫版，結局顯示和子的手臂亦出現真琴擁有跳躍時空能力期間的能力剩餘次數數字，並補充了和子的過去。
早川友梨
真琴的同班同學，也是她的好友。喜歡千昭，常透過真琴詢問千昭的事情。有點害怕他們倆人是不是正在交往中。
藤谷果穗
義工社的學妹，是個個性畏縮不前、常常害羞低著頭的女生。對以前參加義工社的功介抱有好感，被兩位好朋友拖著向功介告白。
紺野美雪
真琴的妹妹，國中生。個性比真琴認真積極。
上杉盛子
果穗的朋友，義工社的成員。
野分析美
果穗的朋友，義工社的成員。
高瀨宋次郎
真琴的同學。真琴在時間跳躍之後在家政課與其交換組別，代替真琴承受本應由她承受的厄運，之後被同學欺凌，亦因此遷怒於真琴。
福島
真琴的數學老師。

## 構想與製作

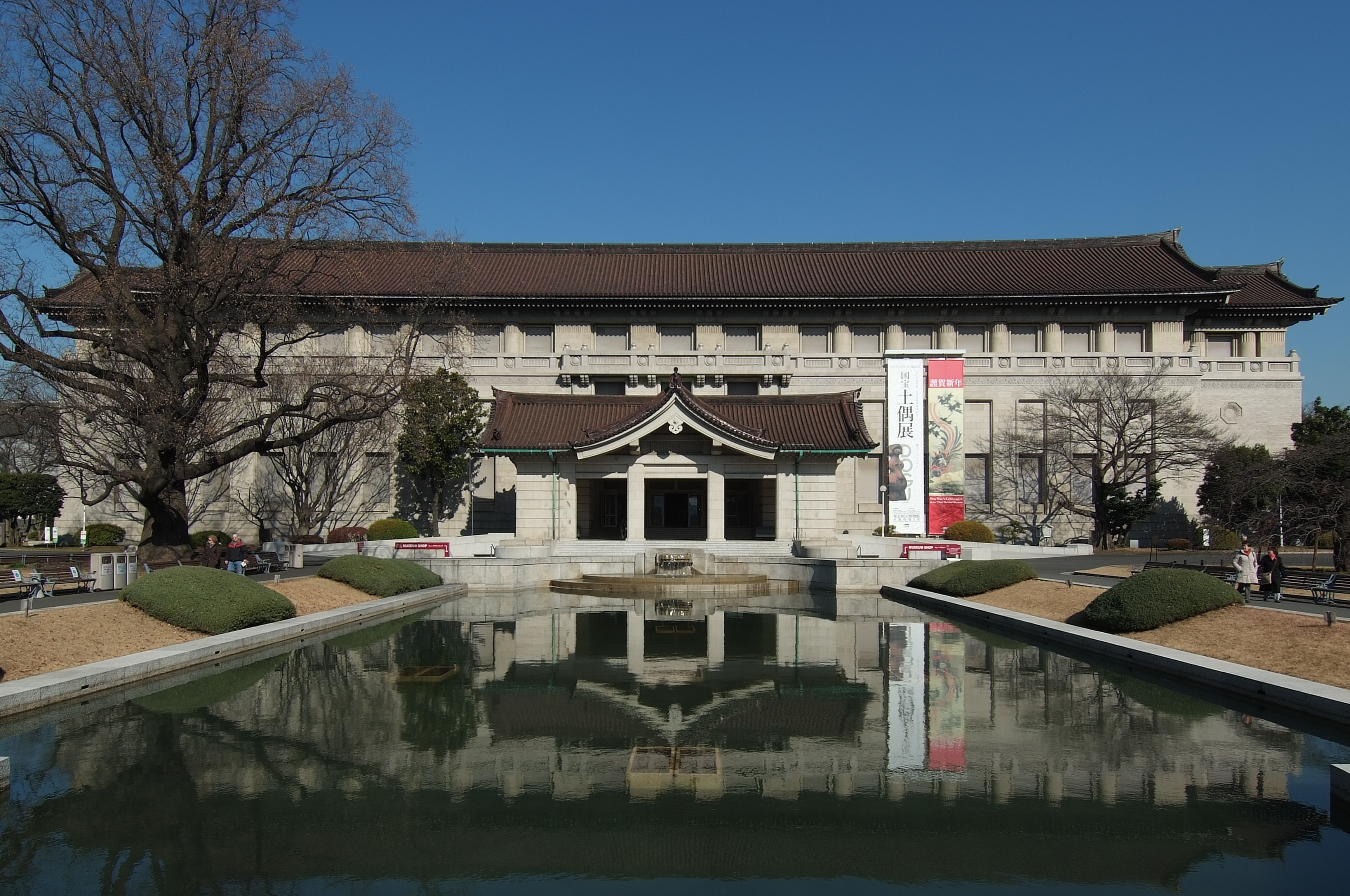
東京國立博物館的正門景觀，在本作裡是女主角紺野真琴的阿姨芳山和子任職的機構。

本作為導演細田守成為自由職業者後首次親手製作的劇場長篇作品，細田守以筒井康隆在1967年出版的小說《穿越時空的少女》，作為電影的改編劇情基礎。他在接受媒體採訪時提及，當時的他正因為受先前製作《霍爾的移動城堡》期間忽然被吉卜力無預警撤換的影響，處於低潮狀態，返回富山縣照顧母親的同時兼思考接下來的職涯方向，為人生的選擇失敗感到後悔。時任MADHOUSE製作公司製作公司董事丸山正雄看過細田守執導的電視動畫《小魔女DoReMi》第四季第40話後，向他提出「要不要將筒井的作品動畫化」的建議。丸山向細田守打過招呼後，為他介紹電影製作人齋藤優一郎擔綱本片製作。除了齋藤優一郎之外，丸山還邀請了角川書店動畫雜誌《Newtype》的時任主編渡邊隆史作為另一位製作人。
雖然改編自小說，但故事內容並不相同，電影描述的是以小說劇情發生20年之後的原創故事，主角也由芳山和子換為她的外甥女紺野真琴。動畫化後的電影與原作相比，發生了很大的變化，這是基於細田守認為應該出現現代的主角，傳達原作的有趣之處的考量。本作由奧寺佐渡子擔任主要的編劇，細田守與奧寺佐渡子協商過後，有鑑於小說原作在「科幻」、「愛情」、「青春」的主題中趨向描繪「科幻」，大林版的「穿越時空的少女」則是偏向「愛情」主題，最終得出描繪「青春」主題的概念。細田守以當時為人生的選擇失敗感到後悔的概念，將女主角真琴穿越時空的能力，從原作會無意間穿越時空的設定改為可自行選擇穿越的時空，同時稱這部作品是要讓包含自己在內的人們有向前看的精神。
本片由曾經經手《天空之城》、《螢火蟲之墓》、《魔法公主》等吉卜力動畫作品的山本二三擔綱美術導演，作品中給人留下印象的藍天背景和雲朵，是細田守對美術導演山本二三提出「希望呈現出《天空之城》那片雲」的請求繪製而成。在選擇聲演人員的時候，為了呈現出新鮮感，作品裡登場的高中生多由當時的高中生擔綱配音。整部電影從構思至正式殺青共耗時9個月。

## 製作團隊

### 配音人員
| 配音       | 配音   | 配音           | 配音            | 角色                     |
| 日本       | 台灣   | 香港           | 美國            | 角色                     |
| ---------- | ------ | -------------- | --------------- | ------------------------ |
| 仲里依紗   | 林美秀 | 衛蘭           | 艾米麗·赫斯特   | 紺野真琴（紺野真琴）     |
| 石田卓也   | 何志威 | 黃尉斯（再版） | 安德魯·法蘭西斯 | 間宮千昭（間宮千昭）     |
| 板倉光隆   | 林谷珍 | 盧家煒         | 艾利克斯·扎哈拉 | 津田功介（津田功介）     |
| 原沙知絵   | 李明幸 | 杜雯惠         | 莎芙隆·韓德爾森 | 芳山和子（芳山和子）     |
| 谷村美月   | 李明幸 | 郭碧珍         | 娜塔莉·華特斯   | 藤谷果穗（藤谷果穂）     |
| 垣内彩未   | 吳貴竹 | 黃紫嫻         | 克麗絲丁·馬西德 | 早川友梨（早川友梨）     |
| 関戸優希   | 吳貴竹 | 林寶怡         | 珊农·陈-肯特    | 紺野美雪（紺野美雪）     |
| 横張しおり |        |                | 塔碧莎·卓曼     | 上杉盛子（上杉盛子）     |
| 松岡そのか |        |                | 瑪麗凱·亨德瑞克 | 野分析美（野分析美）     |
| 立木文彦   |        | 張繼聰         | 布萊恩·道布森   | 福島（福島）             |
| 反田孝幸   |        |                |                 | 加藤（加藤）             |
| 山本圭子   |        |                |                 | （おばさん）             |
| 中村正     |        |                |                 | 老守衛（老守衛）         |
| 松田洋治   | 孙诚   | 盧家煒         | 大衛·賀威茲     | 高瀬宋次郎（高瀬宋次郎） |
| 桂歌若     |        | 袁德基（再版） | 布瑞恩·德拉蒙德 | 真琴的父親（真琴の父）   |
| 安藤みどり |        |                | 妮可·奧利佛     | 真琴的母親（真琴の母）   |

### 工作人員
- 監督 - 細田守
- 助監督 - 伊藤智彦
- 製作總指揮 - 角川歷彥
- 製作 - 井上伸一郎（日语：井上伸一郎）（角川書店）、江川信也（角川先驅映畫）、川島晴男（Happinet（日语：ハピネット））、川崎代治（Memory-Tech（日语：メモリーテック））、森本義久（Q-TEC（日语：キュー・テック））、榊俊人（G.T.娛樂）
- 制作 - 丸田順悟（MADHOUSE）
- 企画 - 丸山正雄（MADHOUSE）
- 製作統括 - 安田猛（角川書店）
- 製片人 - 渡邊隆史（角川書店）、齋藤優一郎（日语：齋藤優一郎）（MADHOUSE）
- 編劇 - 奥寺佐渡子
- 角色設計 - 貞本義行
- 作画監督 - 青山浩行（日语：青山浩行）、久保田誓、石濱真史
- 作画監督補佐 - 藤田榮（日语：藤田しげる）、名倉靖博（日语：名倉靖博）
- 美術監督 - 山本二三
- 美術監督補佐 - 橋本和幸（日语：橋本和幸）、増山修（日语：増山修）、丸山智宏
- 色彩設計 - 鎌田千賀子
- 撮影監督 - 冨田佳宏（旭Production）
- CG - ハヤシヒロミ（Spooky graphic）
- Line Coordinator - 奈良井昌幸
- 編集 - 西山茂（REAL-T）
- 音響效果 - 倉橋静男（日语：倉橋静男）・米原想（Sound Box（日语：サウンドボックス））
- 録音 - 小原吉男
- 音樂 - 吉田潔
- 鋼琴演奏 - 美野春樹
- 音樂製作人 - 岡田こずえ
- 動畫制作 - MADHOUSE
- 製作 - 「穿越時空的少女」製作委員会（角川書店、角川先驅映畫、Happinet、Memory-Tech、Q-TEC、G.T.娛樂、角川動畫基金）
- 配給 - 角川先驅映畫

## 音樂
本作的電影配樂由吉田潔編寫配樂，除了吉田潔創作的樂曲以外，劇中還出現1981年版本的《哥德堡變奏曲》。
本作的電影主題曲由奧華子擔任作詞、作曲、主唱，奧華子在創作過程中以回到未來的真琴和千昭的形象，完成第一首歌曲《不變的事物》。齋藤優一郎接受採訪時，稱他認為這首歌曲不但代表了真琴和千昭的青春和兩人的感情，同時包含「雙方各有自己的未來，可能再也見不到面，但在未來的某一天會再見面」的含義，有意將該首歌曲作為電影片尾曲，但是細田守稱想要透過電影傳達的訊息是「一個人應該選擇自己的生活，擁有活力，能夠走向自己的未來」，沒有採用這首歌曲。後來製作團隊繼續創作出六、七首歌曲，細田守仍未採用，齋藤優一郎有鑑於發售日將近，特地和細田守討論此事，最終齋藤優一郎經過嘗試後，才選定《石榴石》為電影片尾曲。《不變的事物》則作為劇中插曲。
- 片尾曲：石榴石

作詞、作曲、主唱：奧華子，編曲：佐藤準
- 插曲：不變的事物

作詞、作曲、主唱：奧華子，編曲：佐藤準

## 發表與上映
- 《穿越时空的少女》在日本只在一小部份的戲院上映，票房大約3億日幣[16]。這部電影不像《地海戰記》一樣播放許多廣告，但觀眾口耳相傳的結果，讓進戲院看電影的人越來越多 [17]。在新宿的電影院，觀眾擠滿了整個戲院，甚至有人願意站著欣賞這部電影。也因為這樣，角川映畫增加了在日本的播放戲院數，並且將這部電影送到各個國際影展參賽。
- 在台灣，博偉電影公司以「跳躍吧！時空少女」為名在台灣各地上映，台北首週末票房約為96萬新台幣（當週第七名）[18]。
- 在美國，以「The Girl Who Leapt Through Time」為名在2007年3月3日的「2007年紐約國際兒童電影節」上映。與一般電影不同的是，是以配上字幕而非配音的方式放映。后来，Bandai Entertainment发行了附有英文版配音的DVD。在Bandai Entertainment停业以后，日语版本与英语版本皆由Funimation代理。
- 香港版上映前特別找來不太會中文的女歌手衛蘭配音以製造話題，而衛蘭亦成功與工作人員一同將超過80頁的稿件拼成英文譯音。
- 2021年4月，地圖工作室為紀念公司成立10週年，推動「地圖10週年企劃」，限時開放《跳躍吧！時空少女》的4DX版本上映。
- 2023年，為了紀念《穿越时空的少女》、《夏日大作戰》電影紀念日（《穿越时空的少女》為7月13日，《夏日大作戰》為8月1日），日本排定於全國104間電影院限時播映兩作，其中《穿越时空的少女》限時播映期間為7月7日至7月20日，《夏日大作戰》限時播映期間為7月28日至8月10日[19]。
- 2024年7月3日，宣布在中國上映[20]。

### 電視撥放和影音平台
《穿越时空的少女》在日本院線下檔後，於2007年7月21日在富士電視台系列的《週六特典》首播，收視率12.2%；2008年7月19日再度於《週六特典》撥出，收視率10.0%。2009年8月11日，本片首度於《日本電視台》撥映。
自2015年起，逢細田守新作公映或次作在日本電視台節目《週五電影院！》首映前，日本電視台都會按照新作上映前播放舊作來加以宣傳的慣例，開始在《週五電影院！》撥放本片：例如2015年《怪物的孩子》上映前，日本電視台在連續3週的《週五電影院！》依序播出《夏日大作戰》、《狼的孩子雨和雪》和本片共三部作品，本片於2015年7月17日《週五電影院》
撥出，收視率13.4%。2018年7月20日，為紀念《未來的未來》在日本公映，本片於《週五電影院》再度重播，收視率10.1%。2021年7月《龍與雀斑公主》上映前，日本電視台再度於連續3週的《週五電影院！》，撥放包含本片在內的細田守歷代作品；2022年7月，日本電視台為慶祝《龍與雀斑公主》在《週五電影院！》首映，將本片排定在7月1日撥放，收視率5.9%。
後續《跳躍吧！時空少女》與細田守執導的《夏日大作戰》、《未來的未來》亦在Netflix發佈，2022年12月，台灣區Netflix宣佈將《跳躍吧！時空少女》、《夏日大作戰》、《未來的未來》從電影播放清單下架。日本WOWOW株式會社定於2023年2月19日在該平台播放《跳躍吧！時空少女》、《夏日大作戰》、《狼的孩子雨和雪》、《怪物的孩子》、《未來的未來》、《龍與雀斑公主》總計六部細田守執導的動畫電影。

## 迴響

### 評價

#### 日本國內
本作上映後佳評如潮，原作者筒井康隆甚至稱讚這部電影為「真正第二代的時空少女」。富野由悠季在日本新媒體動漫藝術節當著樋口真嗣面前讚譽本片，稱本片雖同樣是改編自《穿越時空的少女》，但比真人版表現來得好許多，令樋口面露苦笑，然而富野同時認為「高中生們表白的台詞帶有性意味，角色性格沒有充分發揮」，細田守則在富野因為行程時間離去後稱「富野導演回來之前，我應該說，我被告知我在美國並沒有聞到作品含有性的味道。」。吉卜力工作室時任導演高畑勳則稱本片描繪太多天空的景象，令細田守頗有微詞。
動漫評論節目《BS動畫夜話》中，和筒井康隆同樣登上節目的動畫評論家岡田斗司夫讚譽本作在精心描繪的內在情感，但也指稱作為描繪那種極限的真實性和內心的事物的代價，為了減少破壞主人公真琴的世界觀的規則，反而造成描繪的世界變得狹隘，評論道「失去了什麼，像巨大的真實性一樣的東西」。小說家新井素子在第27屆日本科幻大賞的評選過程中，評論本作「《跳躍吧！時空少女》也很好，我喜歡純真的女孩子。但是，比起科幻的部分，我認為這個故事的魅力更在於『女孩子的故事』的部分」。同樣出席第27屆日本科幻大賞的科幻文學評論家小谷真理則批評道：「作為時間旅行科幻作品，像是哥倫布的雞蛋般有趣的作品」、「我對不在意時間悖論的嚴密邏輯，成為動態重置感的時間旅行的事物感到驚訝」、「喬治·歐威爾所說的『無知就是力量』的勝利讓人感到吃驚」。

#### 海外地區
本作在爛番茄根據19條專業評論（16條好評，3條差評），獲得84%的新鮮度，平均得分6.6／10，超過1,0000名認證觀眾給予本片90%好評度，均分4.2/5，網站共識影評寫道：「一部富有想像力且引人入勝，具有高超視覺設計的動畫電影，這部成人喜劇具備著瘋狂的創造力」。在Metacritic上，電影根據11條評論（6條好評，5條褒貶不一），獲得了66分，代表「正面評價為主」。在網際網路電影資料庫，本片獲得7.7（最高10分）的分數，排名該網站2006年最佳動畫電影榜首。
《動畫新聞網》的賈斯汀·賽瓦斯基（英語：Justin Sevakis）稱讚這部電影俱備著「絕對神奇」的魅力，認為這部作品和筒井康隆的其他作品《盜夢偵探》相比，與最佳的少女漫畫有著更多共通點，而且配音具有適量的寫實主義。《波士頓環球報》的泰·布爾（英語：Ty Burr）讚揚了這部電影的視覺效果和節奏。他還將這部電影與 吉卜力工作室 的作品進行了比較。《鄉村之聲》的尼克·平克頓（英語：Nick Pinkerton）在影評中寫道：「這部電影如何通過一些精心再現的主題來維持其夏日的寧靜感和陽光普照的朦朧感，這是一種真正的技巧：三角接球遊戲、山區雲層、教室靜物。」，表示這部作品「相當於青壯年文學書列裡精心製作的讀物，這並沒有錯。」「中華科幻學會」理事長兼會長難攻博士給予該片高度評價，將該片評為「被列入自己一生摯愛的『荒島電影清單』，成為迄今早已反覆看過想過笑過淚過十幾遍的首選經典。」。
有些媒體和影評家則對本片有褒貶不一的看法，《Time Out》的大衛·詹金斯（英語：David Jenkins）給本片3顆星（滿分5顆星）的評分，稱讚本片「具有智慧、精力和瘋狂發明的高級動畫跳躍喜劇」，他讚揚電影的動畫色彩鮮豔、動作流暢、編輯精湛且配音恰到好處，但指稱後段三分之一的劇情陷入了單調的說教和對鬆散情節結尾的憤怒捆綁。抱持批評觀點的媒體和影評家兼而有之，同樣是《Time Out》影評家的史蒂芬·加勒特（英語：Stephen Garrett）在爛番茄的影評列表給本片2分（滿分6分）的分數，寫道：「這部屢獲殊榮的動畫愛情片在構思和執行方面都還不成熟，是一個未經發展的科幻版《今天暫時停止》」
2022年4月，「Japan Web Magazine」評選30部不限年份的最佳日本動畫電影，《跳躍吧！時空少女》排名第2名。同年《Paste (magazine)》評選前100名不限年份的最佳動畫電影，《跳躍吧！時空少女》排名第42名。《Screen Rant》列出前十名時間旅行題材電影中，本片榜上有名。2023年7月，本片在爛蕃茄發表「根據爛番茄評論家評比，100部不限時間的最佳日本動畫電影」排行榜名列第80名。

### 得獎與提名紀錄
- 第39回錫切斯加泰隆尼亞國際電影展動畫部門（Gertie Award）最優秀長篇作品[57][58][59]
- 第10屆日本新媒體動漫藝術節[60]
- 第11回神戶動畫賞 作品賞・劇場部門[61]
- 第31回報知電影賞特別賞
- 第31回安錫國際動畫影展長片特等獎[62]
- 第49回朝日Best 10電影祭（朝日新聞社・朝日放送主辦）日本電影　第3位[63]
- 第28回橫濱映画祭Best 10 日本電影　第10位[64]
- 動畫部門大賞[65]
- 第30回日本電影金像獎最優秀動畫作品賞[66][67]
- 第1回Invitation AWARDS 動畫賞
- 第61回每日電影大獎動畫電影賞
- 第12回AMD Award「大賞（總務大臣賞）」「BestDirector（最佳導演）」
- 第21回 Digital Content 優秀賞[68]
- 第6回東京動畫獎『年度最佳動畫』監督賞、原作賞、脚本賞、美術賞、角色設定賞[69][70]
- 第38回星雲獎
- 2008年日本博覽會 動漫獎 森早獎
- 2009年日本博覽會 亞洲電影類 最佳版本獎、最佳動畫獎

## 現實影響和後續餘波
此作成為細田守個人首篇長篇動畫電影之餘，同時為其奠定後續創作動畫電影的人脈基礎。齋藤優一郎在接下來參與了次作《夏日大作戰》的電影製作，隨著齋藤優一郎正式離開MADHOUSE，細田守與齋藤優一郎於2011年4月正式創辦動畫公司地圖工作室:23，更採用本作主角紺野真琴奔跑的剪影作為公司的標誌。先前於MADHOUSE製作的《跳躍吧！時空少女》、《夏日大作戰》，也被地圖工作室官方歸類為旗下的相關作品。
奧寺佐渡子接續在細田守執導的動畫電影《夏日大作戰》（2009年）、《狼的孩子雨和雪》（2012年）擔任主要編劇，雙方的合作關係直至製作《怪物的孩子》時改為劇本合作，此後奧寺佐渡子未再參與細田守的電影編劇。貞本義行除了參與本作的角色設計以外，也在《夏日大作戰》、《狼的孩子雨和雪》負責角色設計。本作擔綱主角紺野真琴配音的仲里依紗在細田守的次作《夏日大作戰》再度擔任聲演人員。谷村美月後來也陸續參與《夏日大作戰》、《狼的孩子雨和雪》:6、《怪物的孩子》的角色配音。參與主題曲創作的奧華子在2022年7月發文表示，能和《跳躍吧！時空少女》這部作品相遇是她這輩子最珍貴的事物，她也在同年8月14日參加地圖工作室十週年暨《龍與雀斑公主》上映週年的電影交響音樂會擔任演唱。擔任本作美術導演的山本二三陸續參與多部動畫電影的美術，其中包含新海誠2019年發行的動畫電影《天氣之子》，山本二三後來在2023年8月19日逝世。
電影發行至院線下檔後，作為劇中登場地點原型的東京國立博物館於2014年10月舉辦了夜間戶外上映本作品的活動，其後在上映滿10周年的2016年7月也策劃了兩天戶外放映活動，但由於其中一天下雨，改為付費優先購票者在館內放映。戶外撥映會總計有超過6500名觀眾出席觀影。2020年12月19日至2021年2月28日，東京國立博物館與獨立行政法人國立文化財產機构文化財產活用中心和凸版印刷株式會社合作，創立名為「虛擬東京國立博物館」的虛擬空間，與細田守合作企劃舉辦虛擬特別展「匿名-逸名名畫」，再現作中的展覽會。2022年8月21日，本片在第33屆東京學生電影祭作為特別招待作品出展。奈良公園巴士轉運站委員會和CooKai公司舉辦「連結起始之地的未來（はじまりの地”なら”から未来へ）」主題活動，排定2023年11月3日在奈良公園巴士轉運站舉行本片的播映會。
《跳躍吧！時空少女》也對細田守後續製作的動畫電影產生影響，細田守於2021年接受媒體採訪時，表示倘若沒有《跳躍吧！時空少女》，便不會有《夏日大作戰》，稱本作裡「一名少女身邊有兩名少年」的設定和沿著河岸散步的元素，亦融入在《龍與雀斑公主》的故事內容中。齋藤優一郎則稱細田守在本作和《龍與雀斑公主》同樣傳遞「一個人應該選擇自己的生活，擁有活力，能夠走向自己的未來」的訊息。
2022年3月份，皮克斯動畫導演石之予和細田守透過網路視訊通話，交流各自在製作《青春養成記》、《龍與雀斑公主》的過程與心得，石之予在該次訪談中提及《跳躍吧！時空少女》是她最喜歡、啟發她在動畫業界發展的其中一部動畫作品，同時稱《青春養成記》劇裡的部份動作場面，便是源自《跳躍吧！時空少女》啟發的靈感。2022年7月，於《龍與雀斑公主》擔綱主角內藤鈴聲演的日本創作歌手中村佳穗，在《跳躍吧！時空少女》和《龍與雀斑公主》排定於該月《週五電影院》播放時稱道：「在梅田的電影院看過《跳躍吧！時空少女》後，我一直想著『想成為像真琴一樣的主人公』，這樣值得紀念的一天竟然到來了！我想細細品味和大家分享的喜悅。Peace。」。

## 漫畫
跳躍吧！時空少女 -TOKIKAKE-
由所繪的漫畫版，在少年Ace上連載，單行本由角川書店出版。中文版單行本由台灣角川出版。忠實的呈現了原作，電影內沒有觸及到的和子阿姨過去也有提及。
| 冊數 | 角川書店      | 角川書店           | 台灣角川     | 台灣角川           |
| 冊數 | 發售日期      | ISBN               | 發售日期     | ISBN               |
| ---- | ------------- | ------------------ | ------------ | ------------------ |
| 全   | 2006年7月26日 | ISBN 4-04-713840-1 | 2007年3月2日 | ISBN 986-174-293-X |